# Mikael Ljungberg
Bo Urban Mikael Ljungberg (Gotemburgo, 13 de junio de 1970–Mölndal, 17 de noviembre de 2004) fue un deportista sueco que compitió en lucha grecorromana.
Participó en tres Juegos Olímpicos de Verano, obteniendo en total dos medallas, oro en Sídney 2000 y bronce en Atlanta 1996, y el cuarto lugar en Barcelona 1992.
Ganó tres medallas en el Campeonato Mundial de Lucha entre los años 1993 y 1999, y tres medallas en el Campeonato Europeo de Lucha entre los años 1995 y 1999.

## Palmarés internacional
| Juegos Olímpicos   | Juegos Olímpicos         | Juegos Olímpicos  | Juegos Olímpicos |
| Año                | Lugar                    | Medalla           | Categoría        |
| ------------------ | ------------------------ | ----------------- | ---------------- |
| 1996               | Atlanta (Estados Unidos) | Medalla de bronce | 100 kg           |
| 2000               | Sídney (Australia)       | Medalla de oro    | 97 kg            |
| Campeonato Mundial |                          |                   |                  |
| Año                | Lugar                    | Medalla           | Categoría        |
| 1993               | Estocolmo (Suecia)       | Medalla de oro    | 100 kg           |
| 1995               | Praga (República Checa)  | Medalla de oro    | 100 kg           |
| 1999               | El Pireo (Grecia)        | Medalla de bronce | 97 kg            |
| Campeonato Europeo |                          |                   |                  |
| Año                | Lugar                    | Medalla           | Categoría        |
| 1995               | Besanzón (Francia)       | Medalla de oro    | 100 kg           |
| 1998               | Minsk (Bielorrusia)      | Medalla de plata  | 97 kg            |
| 1999               | Sofía (Bulgaria)         | Medalla de oro    | 97 kg            |